# Rivulus birkhahni
Rivulus birkhahni är en fiskart som beskrevs av Berkenkamp och Etzel 1992. Rivulus birkhahni ingår i släktet Rivulus och familjen Rivulidae. Inga underarter finns listade i Catalogue of Life.